# Шадоу
Шадоу Рейсинг Карс (на английски: Shadow Racing Cars) е бивш отбор от Формула 1. Създаден в САЩ и управляван по-късно във Великобритания. След значителни успехи в КАН-АМ сериите, тимът решава да се включи във Формула 1. Най-големите успехи идват в периода 1975-1977 г. и са свързани с двамата пилоти Жан Пиер Жарие и Том Прайс. Вторият дори печели състезание за тима, но то е извън официалния календар на Формула 1. Прайс загива в нелеп, но зловещ инцидент през 1977 г. Негов заместник става Алън Джоунс, който печели в Австралия единствената победа за тима, но в края на сезона напуска и отива в Уилямс, където става световен шампион през 1980 г. Последните години на „Шадоу“ се свързват с постоянна финансова криза и е продаден на Теодор Рейсинг, но липсата на средства довеждат до края на тима. Още един американски отбор не успява да се наложи във Формула 1.

## Победи на „Шадоу“ във Формула 1
| N | Година | Пилот       | Двигател   | Гуми | Голяма награда | Писта         | Статистика |
| - | ------ | ----------- | ---------- | ---- | -------------- | ------------- | ---------- |
| 1 | 1977   | Алън Джоунс | Шадоу-Форд | Г    | Австрия        | Йостерайхринг | Статистика |